# Château de Fresneaux-Montchevreuil
Le château de Fresneaux-Montchevreuil est situé sur la commune de Fresneaux-Montchevreuil, dans le département de l'Oise.

## Historique
La seigneurie de Montchevreuil appartenait au début du XVIe siècle à Jean Chenu, après la mort duquel, elle passe en 1539 à son cousin Pierre de Mornay.
La famille de Mornay et sa descendance vont se transmettre le château jusqu'au milieu du XXe siècle.
Au XVIIe siècle, il appartint à Henri de Mornay, marquis de Montchevreuil, gouverneur et capitaine de Saint Germain en Laye (1623-1706) qui jouissait, avec son épouse, née Marguerite Boucher d'Orsay, gouvernante de la duchesse d'Orléans, d'une grande estime de la part du Roi Louis XIV et de la marquise de Maintenon.
Leur fils, René de Mornay fut ambassadeur du Roi Louis XV au Portugal., puis archevêque de Besançon.
Ile château a été élevé sur trois niveaux, sur les fondations d'un château plus ancien datant probablement du XIIe siècle, sur le coteau de Montchevreuil, par Guillaume de Mornay ou par son fils Pierre de Mornay, qui reçut en donation en 1539 de Jean Chenu, la Terre de Montchevreuil. 
Au XVIIe siècle, des ailes sont ajoutées en prolongement, à chaque extrémité du château et des écuries sont construites. 
A la fin du second Empire, Augustin Philippe de Mornay fait restaurer le château, reprendre ses aménagements intérieurs, ajouter des ailes en retour et agrandir les dépendances. 
Le château reste dans la descendance des Mornay jusqu'à sa vente en 1956 par la princesse Michel de Bourbon-Parme. 
Après cette vente, le château n'est plus habité et finit par tomber en ruines à partir des années 1980.
Ses dépendances et son parc de 200 hectares sont eux toujours entretenus.

### Protection
Les façades et toitures du château sont inscrites aux monuments historiques depuis un arrêté du 21 février 1983.

## Galerie

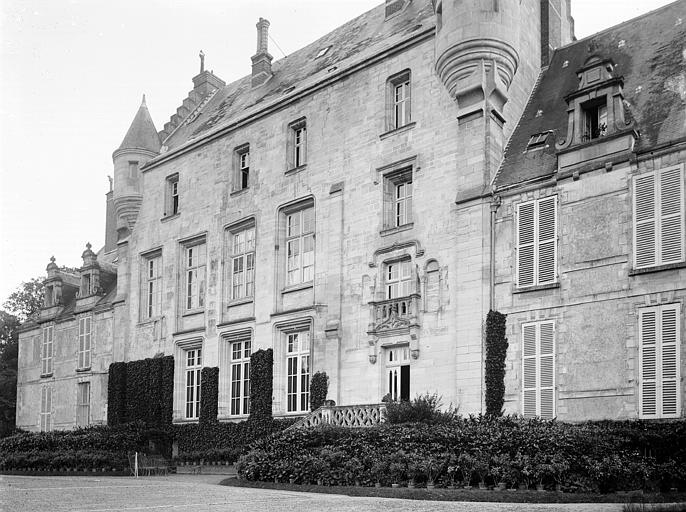
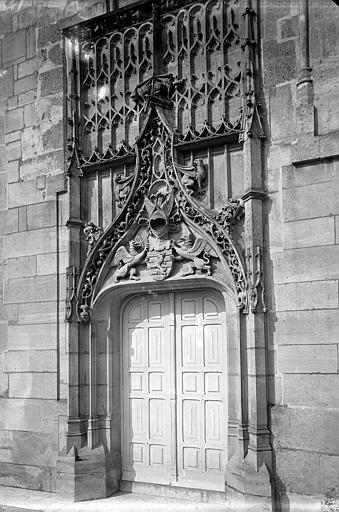